# Тейт (округ)
Округ Тейт (англ. Tate County) — округ штата Миссисипи, США. Население округа на 2000 год составляло 25370 человек. Административный центр округа — город Сенатобия.

## История
Округ Тейт основан в 1873 году.

## География
Округ занимает площадь 1046.4 км2.

## Демография
Согласно переписи населения 2000 года, в округе Тейт проживало 25 370 человек (данные Бюро переписи населения США). Плотность населения составляла 24.2 человек на квадратный километр.